# Обершенк
Обершенк (нім. Oberschenk) — старший чашник.

## Священна Римська імперія
- Найвищий чашник (нім. Oberschenk) — титул короля Богемії в Священній Римській імперії. Виконував лише церемоніальні обов'язки під час коронації імператора. Звичайними імператорськими чашниками до 1714 року були графи Лімпурзькі, а після — графи Алтанські.

Старе написання — Obrister Schenkh

## Російська імперія
Обершенк (рос. Обер-шенк) — придворний чин II класу в Російській імперії, запроваджений 1723 року. Скопійований з чину Священної Римської імперії. 
У розпорядженні обершенка знаходилися палацові запаси вин і інших напоїв. До Петра I посада називалась «кравчий».
Обершенку підпорядковувалися мундшенки (рос. мундшенки, від нім. Mundschenk) — завідували винними льохами, кавошенки (рос. кофишенки, від нім. Kaffee + Schenk) — відповідальні за приготування кави та чаю, тафельдекери (рос. тафельдекеры, від нім. Tafeldecker) — відповідальні за сервірування столу, кондитери, келермейстери (рос. келлермейстеры, від нім. Kellermeister — «ключники», «доглядачі льохів»).